# Хофман, Максимилиан
Максимилиан Хофман (нем. Maximilian Hofmann; род. 7 августа 1993, Вена) — австрийский футболист, защитник венгерского клуба «Дебрецен».

## Клубная карьера

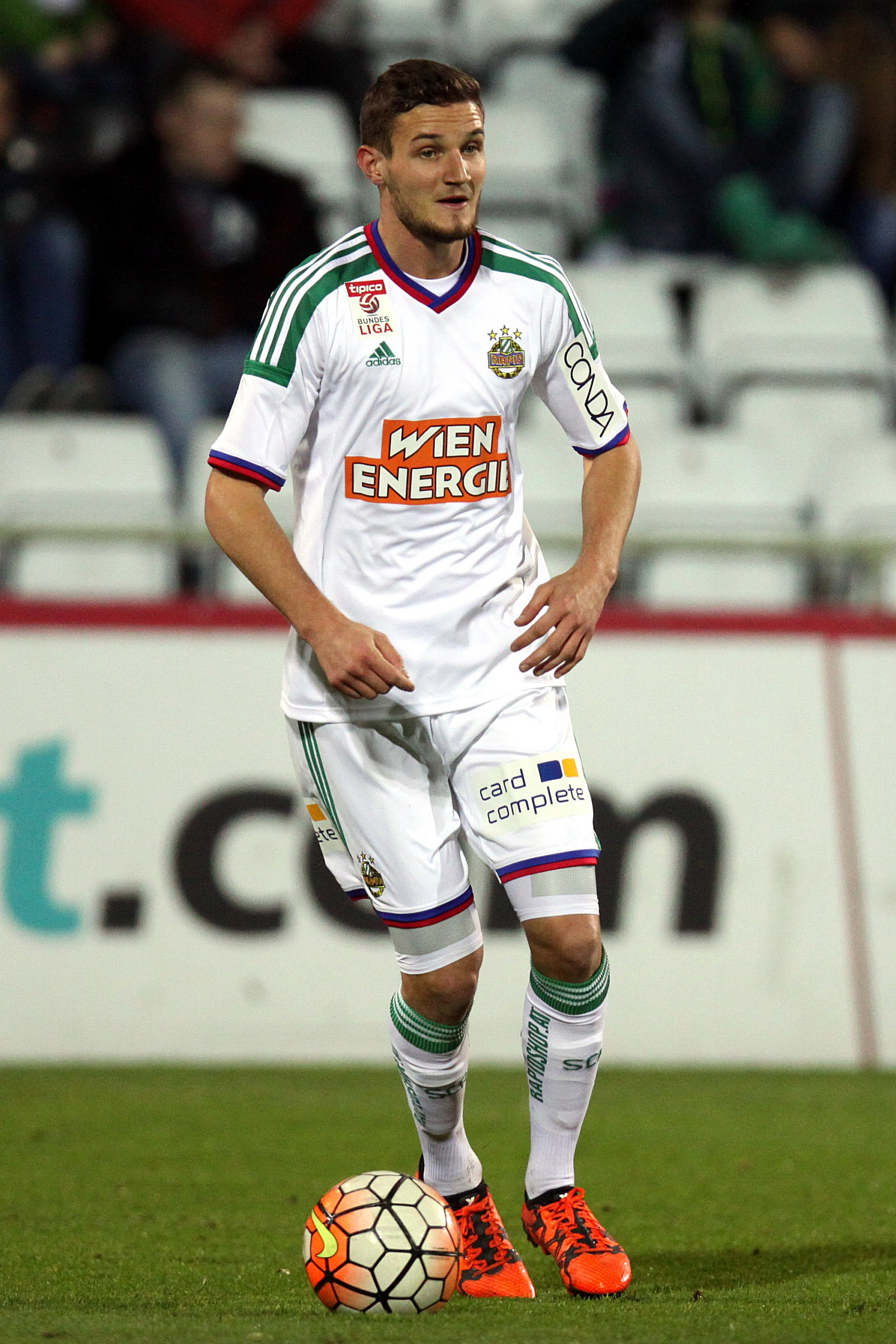
Хофман в составе венского «Рапида»

Хофман — воспитанник клубов «Винерберг» и «Рапид». В 2011 году Максимилиан начал выступать за дублирующий состав для получения игровой практики. 26 мая 2013 года в матче против «Рида» он дебютировал в австрийской Бундеслиге. 17 сентября 2014 года в поединке против «Винер-Нойштадт» Максимилиан забил свой первый гол за «Рапид». 10 декабря 2015 года в матче Лиги Европы против минского «Динамо» Хофманн отметился забитым мячом.
После 22 лет в системе клуба «Рапид (Вена)», 10 января 2025 года Максимилиан Хофманн перешёл в венгерский «Дебрецени Васуташ».